# Peter Giesecke
Peter Stefan Arne Giesecke, född 14 februari 1978 i Oscars församling i Stockholm, är en svensk läkare och tidigare politiker. 

## Biografi
Giesecke var åren 2005–2007 ordförande i den folkpartianknutna organisationen Liberala studenter. Under sin tid som ordförande uttalade han sig för införande av högskoleavgifter för svenska studenter, avskaffande av kårobligatoriet samt slopande av det så kallade fribeloppet för studiestöd. Dessutom ansåg han att Sveriges riksdag behandlade sekulära organisationer orättvist i samband med frågor omkring statsbidrag. Giesecke uttalade sig också om den enligt honom otrygga ekonomiska situationen för Sveriges doktorander på arbetsmarknaden.
Efter tiden som politiker har Giesecke koncentrerat sig på arbetet som läkare. 2005 var han exempelvis anställd på Norrtälje sjukhus. Han är dock (2017) fackligt aktiv i SLF-anslutna Danderyds läkarförening, där han 2017 är medlem i styrelsen.
Giesecke, som är forskarstuderande vid Karolinska institutet, forskar om sköldkörtelsjukdomars, exempelvis giftstrumas, påverkan på hjärtat. I maj 2016 fick Giesecke, som är ST-läkare i kardiologi, ta emot forskarstipendium av Stiftelsen Hjärtat.

### Familj
Peter Giesecke är son till läkaren och epidemiologen Johan Giesecke och läkaren Kajsa Giesecke, ogift Åhlén, samt sonson till Curt-Steffan Giesecke.